# Jüdische Gemeinde Saint-Dizier
Eine Jüdische Gemeinde in Saint-Dizier, einer französischen Gemeinde im Département Haute-Marne in Lothringen, bestand spätestens seit dem 19. Jahrhundert.

## Geschichte

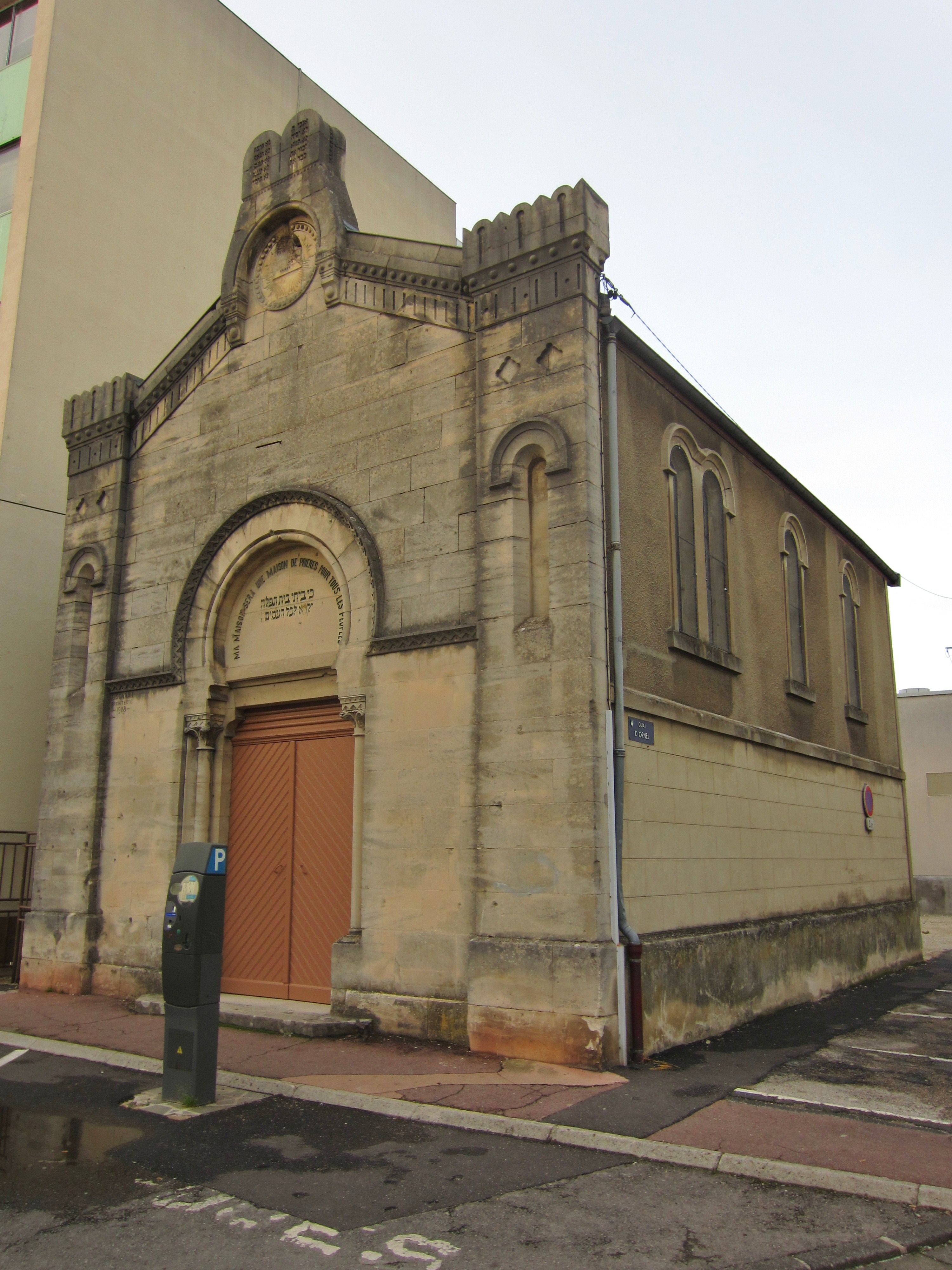
Synagoge in Saint-Dizier

Sehr viele Juden hatten sich in Saint-Dizier nach dem Deutsch-Französischen Krieg von 1870/71 niedergelassen. Sie wanderten aus dem Elsass und dem Moselgebiet zu, denn diese Gebiete wurden vom Deutschen Reich annektiert und nun als Reichsland Elsaß-Lothringen bezeichnet.

## Nationalsozialistische Verfolgung
Während des Zweiten Weltkriegs wurde der größte Teil der jüdischen Gemeinde deportiert und ermordet.

## Friedhof
Der jüdische Friedhof in Saint-Dizier schließt sich am kommunalen Friedhof an und viele Grabsteine (Mazevot) sind erhalten.